# شارلوت شيفيلد
شارلوت شيفيلد (بالإنجليزية: Charlotte Sheffield)‏ هي عارضة وممثلة أمريكية، ولدت في 1 سبتمبر 1937 في مدينة سولت ليك في الولايات المتحدة، وتوفيت بنفس المكان في 15 أبريل 2016.

## وصلات خارجية
- شارلوت شيفيلد على موقع IMDb (الإنجليزية)